# Denny Freeman
Dennis Edward Freeman  (Orlando, Florida, 7 de agosto de 1944 - Austin, Texas, 25 de abril de 2021) fue un músico de blues estadounidense. Aunque conocido como guitarrista, Freeman también tocó piano y órgano eléctrico, ambos en vivo y en estudio. Ha trabajado con reconocidos músicos como Stevie Ray Vaughan, Jimmie Vaughan, Bob Dylan, Angela Strehli, Lou Ann Barton, James Cotton, Taj Mahal y Percy Sledge.

## Créditos
- Freeman coescribió "Baboom/Mama Said" en el álbum de The Vaughan Brothers Family Style de 1990.[2]
- Tocó el piano en el álbum de Jimmie Vaughan de 1994 Strange Pleasure[4] y el órgano en el siguiente disco de Vaughan de 1998, Out There.[5]
- Coescribió "Boom Boom in the Zoom Zoom Room" del álbum de Blondie No Exit en 1999.[6]
- Freeman tocó la guitarra en el álbum Shoutin' in Key de Taj Mahal en el año 2000.[7]
- Tocó la guitarra en el álbum de 2004 de Percy Sledge Shining Through the Rain.[8]
- Freeman tocó la guitarra, el órgano y el piano en el álbum de 2007 de Doyle Bramhall Is It News.[9]

## Muerte
Falleció el 25 de abril de 2021 a los 76 años tras habérsele detectado un cáncer estomacal semanas antes.

## Discografía
- Out of the Blue (1987) - Amazing
- Denny Freeman (1991) - Amazing
- A Tone for My Sins (1997) - Dallas Blues Society
- Denny Freeman and the Cobras (2000) - Crosscut
- Twang Bang (2006) - V8 Records
- Diggin on Dylan (2012) - V8 Records[11]